# Paliivka, Lutuhîne
Paliivka (în ucraineană Паліївка) este un sat în comuna Kameanka din raionul Lutuhîne, regiunea Luhansk, Ucraina.

## Demografie
Componența lingvistică a localității Paliivka
     Ucraineană (87,56%)
     Rusă (11,06%)
Conform recensământului din 2001, majoritatea populației localității Paliivka era vorbitoare de ucraineană (87,56%), existând în minoritate și vorbitori de rusă (11,06%).